# Castell de Port
El Castell de Port és un castell enrunat situat al sud-oest de la muntanya de Montjuïc. Va ser una estructura defensiva de Barcelona molt rellevant des del segle xi fins a la segona meitat del segle xv. És una de les estructures de la ciutat més desconegudes malgrat la seva importància estratègica i de control. El seu valor estratègic estava associat a la seva funció d'atalaia dins de la xarxa viària que durant aquest període relacionava la ciutat de Barcelona amb els pobles veïns, especialment els del delta del Llobregat.

## Història
La consolidació o estabilització de les terres del delta del Llobregat al segle x, la defensa d'un territori conreat i l'aprofitament dels seus recursos van fer que a inicis del segle XI es bastís el Castell de Port a Montjuïc.
Montjuïc és un massís rocallós de pedra sorrenca enclavat dins el mar, per això presenta una posició estratègica, dominant el pla i el delta del Llobregat. El castell del Port va ser construït a la banda septentrional d'unes grans sitges ibèriques (a prop de l'antic port i poblat iberic de Monjuïc que hi havia hagut en aquesta zona, probablement anomenat Laie pels mareixos ibers) i del que avui es coneix com a fossar de la Pedrera (una pedrera de gres que es venia emprant des de l'època romana). Molts enclavaments de fortificacions o poblats medievals estan assentats, de fet, sobre estructures de l'època ibèrica o romana, aprofitant que aquests s'havien localitzat també amb la mateixa finalitat de vigilància.
L'any 1987, en una excavació arqueològica d'urgència, es documentà l'existència d'un poblat ibèric, al turó del Castell i la terrassa que l'envolta (la part més alta de la zona prospectada) - àrea que ha estat menys afectada per l'erosió. Les úniques estructures arqueològiques constatades en el decurs de la intervenció és la documentació d'un mur fet en sec i aprofitat en època molt recent. Per les seves característiques constructives es podria relacionar amb el poblat ibèric de Montjuïc. Es va poder recollir en superfície gran quantitat de material ceràmic entorn del Castell de Port, datat del període ibèric ple i tardà.
Les primeres notícies escrites que constaten l'existència del castell daten de l'any 1020, quan el noble Mir Geribert decideix comprar els terrenys i establir la seva segona residència a Montjuïc. Aleshores, feia 35 anys de la ràtzia que Almansor va llançar sobre Barcelona i la importància d'estructures de defensa del país encara estaven a l'ordre del dia.
Pocs anys després de la seva construcció, a uns 300 metres, s'aixecaria l'ermita de Nostra Senyora de Port. Anys més tard, aquestes possessions són comprades per Ramon Berenguer II, i més tard heretades per Ramon Berenguer III, rebent la doble funció de residència temporal i fortificació de defensa contra la ciutat, fent que el Consell de Cent decidís reforçar la utilitat del castell construint la Torre del Farell, situada a l'actual Castell de Montjuïc. Al 1460 es comencen a fer aquestes rehabilitacions a l'edifici on paral·lelament aprofiten per a construir les esglésies romàniques de Santa Maria i Sant Bartomeu. Tanmateix, és aleshores quan el Castell de Port comença a perdre el seu poder econòmic i polític en detriment de la Torre del Farell. Durant la Guerra dels Segadors es va fer servir com a fort militar.
A principis del segle XX sols es preservava la torre, les restes de la infraestructura varen desaparèixer de manera gradual des que començaren les obres de la carretera de Can Tunis, la via fèrria del ferrocarril i l'actual avinguda dels Ferrocarrils catalans. Tot i això, va tornar a utilitzar-se com a fort durant la Guerra Civil. Avui dia només s'hi pot trobar un monticle de pedres i una placa commemorativa.
Un incendi va cremar els matolls que envolten les ruïnes del castell el 3 d'agost del 2019.